# Josh Robinson
Josh Robinson (Sunrise, 8 gennaio 1991) è un giocatore di football americano statunitense che gioca nel ruolo di cornerback per i Jacksonville Jaguars della National Football League (NFL). Fu scelto nel corso del terzo giro (66º assoluto) del Draft NFL 2012 dai Minnesota Vikings. Al college ha giocato a football a Central Florida.

## Carriera professionistica

### Minnesota Vikings
Considerato uno dei migliori prospetti tra i cornerback disponibili nel Draft 2012, Robinson fu scelto nel corso del terzo giro dai Minnesota Vikings. Josh debuttò come professionista nella settimana 1 contro i Jacksonville Jaguars mettendo a segno 4 tackle.
Nella settimana 3 i Vikings vinsero sorpresa contro i San Francisco 49ers che si erano dimostrati la squadra probabilmente più forte della lega nelle prime due giornate: Robinson mise a segno il suo primo intercetto in carriera interrompendo a 249 passaggi senza intercetti la striscia record del quarterback dei 49ers Alex Smith. La stagione da rookie di Robinson si concluse con 56 tackle e 2 intercetti.

### Tampa Bay Buccaneers
Nel 2016, Robinson firmò con i Tampa Bay Buccaneers.

### New Orleans Saints
Il 4 ottobre 2018, Robinson firmò con i New Orleans Saints.

### Jacksonville Jaguars
Il 25 luglio 2019 Robinson firmò con i Jacksonville Jaguars.